# Латвийско-мексиканские отношения
Латвийско-мексиканские отношения — двусторонние дипломатические отношения между Латвией и Мексикой. Страны являются членами Организации Объединённых Наций (ООН) и Организации экономического сотрудничества и развития (ОЭСР).

## История
В ноябре 1918 года Латвия провозгласила независимость от Российской империи после окончания Первой мировой войны. В мае 1927 года Мексика признала независимость Латвии. Во время Второй мировой войны территория Латвия была занята войсками сначала нацистской Германии, а затем Советского Союза. В 1944 году Латвия вновь стала Латвийской ССР. В мае 1990 года Латвия получила независимость после распада Советского Союза. Мексика признала независимость и восстановила дипломатические отношения с Латвией 27 ноября 1991 года. С тех пор Мексика представляет интересы в Латвии через посольство в Стокгольме (Швеция), а интересы Латвии в Мексике представлены через посольство в Вашингтоне (США).
В сентябре 1993 года Латвия открыла почётное консульство в Мехико, а в 2000 году Мексика открыла почётное консульство в Риге. В марте 2004 года президент Латвии Вайра Вике-Фрейберга посетила Мексику для участия в саммите стран Латинской Америки, Карибского бассейна и Европейского союза в Гвадалахаре и встретилась с президентом Мексики Висенте Фоксом. В 2007 году заместитель министра иностранных дел Мексики Лурдес Аранда Безаури посетила Латвию, чтобы принять участие в политических консультациях между министерствами иностранных дел двух государств. В ходе этих политических консультаций Латвия и Мексика обсудили текущие вопросы, касающиеся внутренней и внешней политики, и обменялись мнениями по глобальным вопросам, таким как реформа ООН, изменение климата и защита окружающей среды, разоружение и оружие массового уничтожения.
В последние годы встречи министров иностранных дел обеих стран проводились в рамках различных международных форумов, таких как встреча между министром иностранных дел Мексики Патрисией Эспиносой и министром иностранных дел Латвии Гиртсом Валдисом Кристовскисом, состоявшаяся в рамках 66-й сессии Генеральной Ассамблеи Организации Объединенных Наций в сентябре 2011 года. Министры иностранных дел обсудили работу мексиканской транснациональной компании «Cemex» в Латвии, изменение климата и перспективы сотрудничества в рамках Организации Объединённых Наций.
В апреле 2013 года вице-министр иностранных дел Латвии Андрис Тейкманис посетил Мексику, чтобы принять участие в политических консультациях между странами и отметить 80-ю годовщину признания Мексикой независимого латвийского государства. В мае 2015 года мексиканские сенаторы Рабиндранат Салазар Солорио и Габриэла Куэвас Баррон посетили Евро-латиноамериканскую парламентскую ассамблею в Риге.

## Соглашения
Между странами подписано несколько двусторонних соглашений, таких как: Меморандум о взаимопонимании для создания механизма двусторонних политических консультаций по вопросам, представляющим общий интерес (2000 год); Соглашение о запрете выдачи виз для владельцев дипломатических и официальных паспортов (2002 год); Соглашение о сотрудничестве в области образования, культуры и спорта (2006 год); Соглашение об избежании двойного налогообложения и предотвращении уклонения от уплаты налогов по подоходному налогу (2012 год).

## Торговля
В 2019 году объём товарооборота между странами составил сумму 55 миллионов долларов США. Экспорт Латвии в Мексику: отходы аккумуляторных батарей, минеральные масла, водка и электронное оборудование. Экспорт Мексики в Латвию: текила, апельсиновый сок, машинное оборудование для изготовления веревок и солодовое пиво. Мексиканская транснациональная компания «Cemex» представлена в Латвии.

## Дипломатические представительства
- Интересы Латвии в Мексике представлены через посольство в Вашингтоне (США) и почётное консульство в Мехико[6].
- Интересы Мексики в Латвии представлены через посольство в Стокгольме (Швеция) и почётное консульство в Риге[7].